# حسن محمود الأمين
حسن محمود الأمين أو (حسن قشاقش) (1299 - 1368 هـ / 1881 - 1948 م)، هو الشاعر والعالم الديني حسن بن محمود بن علي بن محمد الأمين بن أبي الحسن الحسيني الشقرائي العاملي، الشهير بالأمين. هو رجل دين شيعي وأديب وشاعر من جبل عامل

## أسرته
هو من عائلة يكثر فيها العلماء ومنهم:

### جدّه
السيد علي محمد الأمين

### والده
السيد محمود علي الأمين: توفي عام 1327 هجرية في بلدة عيترون، قرأ في بلدته شقراء على مشايخ العائلة وعلى الشيخ علي زيدان، ثم ذهب إلى كفرا ودرس على الشيخ محمد علي عز الدين، ومنها ذهب إلى بلدة جباع ودرس في مدرستها على الفقيه الشيخ عبد الله نعمة.

### إخوته
- السيد علي محمود الأمين
- السيد محمد محمود الأمين: كان عالما واديبا وشاعرا، ولد عام 1274 وتوفي عام 1344 في شقرا. قرأ في مدرسة شقرا وحناويه ثم ذهب للعراق مع أخيه السيد علي في العام 1290 هـ فقرأ على الملا محمد كاظم الخرساني والشيخ محمد حسين الكاظمي والشيخ محمد طه نجف. وبقي في العراق حوالي 20 سنة ثم عاد إلى جبل عامل في العام 1311 هـ.[2]
- السيد عبد الحسين محمود الأمين: كان أديبا وشاعرا، توفي عام 1361 هـ.[3]

## ولادته ونشأته
ولد في قرية عيترون عام 1299 هجرية (1881 ميلادي) ونشأ بها، حيث أن والده السيد محمود الأمين (عم السيد محسن الأمين) كان قد انتقل إليها من شقراء.
قرأ على أخيه السيد علي محمود الأمين ست سنوات في مدرسته في بلدة شقراء.
هاجر إلى العراق عام 1316 هـ ليتابع درايته في حوزة النجف.

## أساتذته
1. أخوه السيد علي محمود الأمين: درس عليه في جبل عامل ست سنوات.
2. السيد محسن الأمين: درس عليه علمي الأصول والفقه في النجف إلى أن خرج السيد محسن منها عام 1319 هـ. وكان يسكن معه في دار واحدة نحواً من ثلاث سنوات.
3. الشيخ أحمد كاشف الغطاء
4. الشيخ علي ابن الشيخ باقر الجواهري.
5. الشيخ ملا كاظم الخراساني
6. السيد كاظم اليزدي.

عاد إلى جبل عامل عام 1330 هـ، وقد بلغ رتبة الاجتهاد وهو في النجف.

## في جبل عامل
بعد عودته من النجف أراد السكنى في مسقط رأسه عيترون فذهب إليها فلم تستقر به الدار فخرج منها إلى شقراء وبقي فيها عدة سنين ودرس فيها عليه جماعة منهم الشيخ محمد جواد الشري.
ثم انتقل إلى خربة سلم بطلب من أهلها فاكرموا وفادته.
عمل قاضيا شرعيا في المحاكم الجعفرية، وأصبح رئيسًا لمحاكم التمييز الجعفري في لبنان. وقد حصل على وسام الأرز الوطني من رتبة كومندور.

## ما قيل فيه
قال السيد محسن الأمين في ترجمته:«كان عالما فاضلا فقيها بارعا محققا مدققا حاد الفهم سريع الانتقال ذكيا مسلم الفضيلة والفقاهة مرجوعا اليه في فصل القضايا والاحكام وكان أديبا شاعرا متميزا في حسن نظمه ورصانة شعره وقوته وانسجامه ظاهر التميز ليس فيه ليت ولا لو، يميل كثيرا إلى مجالس الشعر والأدب.... اما شعره ففي الطبقة العالية».
قال عنه في معجم البابطين: «شاعر فقيه طويل النفس نظم في عدد من الأغراض التقليدية كالغزل الرمزي (في مطالع قصائده) والحكمة والوصف والمراسلة والرثاء والمدح، فضلاً عن مدائحه في الرسول وآل بيته، وأضاف إليها التعبير عن بعض قضايا الإنسان في عصره. تميز نتاجه بالغزارة والميل إلى الاعتماد على الألفاظ ذات الطابع التراثي، كما مارس التشطير».
ترجم له السيد حسن الصدر فقال: «السيد حسن بن السيد محمود الامين الحسينى العاملي عالم فاضل محصل كامل، هاجر إلى النجف لتحصيل العلم وجدّ في ذلك، وقرأ على علماء النجف حتى نال مأموله من العلم، فرجع إلى بلاده، وهو الآن أحد علمائها ومراجعها. ذو فهم مستقيم وسليقة حسنة، أخو السيد علي محمود الأمين... من بيت الشرف والعلم قديما وحديثا، فيهم علماء أماجد، وهم من عائلة السيد العلامة صاحب مفتاح الكرامة».

## مؤلفاته
من أعماله:
1. مجلد في الطهارة. (غير تام)
2. رسالة في الرد على الوهابية.
3. منظومة في الرضاع، أسماها (فصيلة اليراع في مسائل الرضاع).
4. منظومة في الاجتهاد والتقليد.
5. كتاب (السيد حسن محمود الأمين): الـسـيـرة، الأشـعـار، الأحـكـام - جمع وتحقيق السيد أحمد حسن الأمين[10]

## من أقواله
من اقواله التي ذهبت مثلا:
رأيت السهم يخطئ من بعيـد --- ولست أراه يخطئ من قريـب

## وفاته
توفي بمدينة بيروت جمادى الآخرة عام 1368 هـ (1949 ميلادي) وصلى عليه السيد محسن الأمين. ودفن في خربة سلم

## وصلات خارجية
1. ترجمته على موقع النجف عاصمة الثقافة الإسلامية